# Vitus

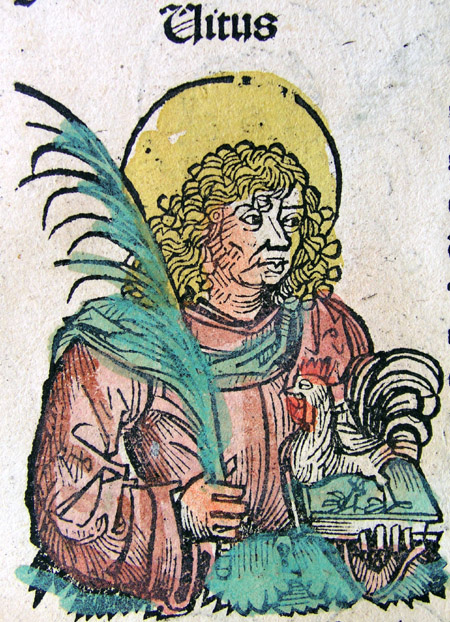
Sankt Vitus (från Nürnbergkrönikan).

Sankt Vitus (även Veit) var en kristen martyr, enligt uppgift under Diocletianus.
Vitus blev under inflytande av orientalisk legendbildning en undergörande romanhjälte, som oskadd utstod den mest fruktansvärda tortyr. Hans reliker skulle på 700-talet ha kommit till klosterkyrkan Saint-Denis. Därifrån skänktes de till en abbot i Korvey, som 836 högtidligen förde dem dit. Under medeltiden åtnjöt Vitus stor andakt, särskilt bland slaver i norr och öster, och räknades till de fjorton nödhjälparna. Mot danssjukan åberopas Vitus från 1418 (av Strassburgs magistrat). 